# Giorgio Belladonna
Giorgio Belladonna (Rome, 7 juni 1923 – Rome, 12 mei 1995) was een Italiaans bridgespeler.
Belladonna is een naam die ook buiten de bridgewereld bekend is. Hij won alle 16 kampioenschappen, die het Blue Team speelde tussen 1957 en 1975, dat wil zeggen 13 Bermuda Bowls en 3 Olympiades. Meestal was zijn partner  Walter Avarelli.
Belladonna en Avarelli hebben het ingewikkelde biedsysteem "Roman Club" uitgedacht. In de jaren 50 en 60 zijn de Italianen hier zeer succesvol mee geweest. Ook is de 'Belladonna Coup' naar hem genoemd.
Het Blue Team werd opgericht door multimiljonair en bridgecoach Carl'Alberto Perroux (Modena, 1905 - 1977).
Belladonna heeft ook in het Lancia Team gespeeld, dat in Noord-Amerika speelde in 1975.
Nadat Belladonna zich terugtrok uit het internationale circuit, speelde hij nog met Pietro Forquet, een van de andere voormalige Blue Team spelers.